# Morerella cyanophthalma
Morerella cyanophthalma é uma espécie de anfíbio anuro da família Hyperoliidae. Está presente na Costa do Marfim. A UICN classificou-a como vulnerável.